# Paget Brewster
Pour les articles homonymes, voir Brewster.
Paget Brewster, née le 10 mars 1969 à Concord dans le Massachusetts, est une actrice et chanteuse américaine.
Elle accède à la notoriété grâce au rôle d'Emily Prentiss dans la série télévisée Esprits criminels.

## Biographie

### Formation et révélation comique
Après avoir raté son année à la Parsons School of Design de New York, elle a rejoint un groupe musical pour chanter quelques chansons dans les clubs de New York. Paget improvisait des parodies dans Central Park avant qu'elle ne décide de partir pour San Francisco. C'est là-bas qu'elle a rencontré un agent qui l'a convaincue de faire son propre talk show. C'est à partir de 1994 que Paget a gagné sa réputation lorsque CBS a diffusé The Paget Show.
L'actrice se fait cependant vraiment connaître en 1997, en décrochant un rôle récurrent, celui de la jolie Kathy que se disputent Chandler et Joey dans six épisodes de la quatrième saison de Friends. Après quelques apparitions dans d'autres productions, elle se voit confier le premier rôle féminin d'une nouvelle sitcom prévue pour la rentrée 1999, Love & Money. Le programme ne dépasse pas 13 épisodes. Même échec la saison suivante, avec la sitcom The Trouble with Normal, là encore arrêté au bout de quelques épisodes.
Parallèlement, elle alterne (télé)films - Skippy, Girl talk for Fine Line Features et Game of Chance -, pièces de théâtre - Four dogs and a Bone, Pack of Lies, Hurlyburly, The Specials et Chapter Two - et activité de doublage - elle prête sa voix à la série de la chaine MTV Super Adventure Team et au dessin animé Godzilla, mais aussi au personnage de Judy Sebben dans la série Harvey Birdman.
A la rentrée 2002, elle décroche de nouveau un premier rôle dans une nouvelle sitcom, Le Monde merveilleux d'Andy Richter. La série se voit commander 6 épisodes pour sa première saison, puis 13 pour la seconde et dernière saison, diffusée en 2003. L'actrice repart alors vers des petits rôles dans d'autres séries - dont un épisode de la populaire Mon oncle Charlie (saison 2, épisode 12).

### Percée télévisuelle et dramatique
En novembre 2004, elle décroche son premier rôle principal dramatique, avec la nouvelle série Huff. Elle y incarne Beth, la femme du héros Craig, incarné par Hank Azaria. Les critiques sont positives, et le programme se voit commander une seconde saison, diffusée fin 2006. Au cinéma, elle est un rôle secondaire de la comédie dramatique Folles Funérailles avec Hank Azaria, Zooey Deschanel et Famke Janssen ainsi que de la comédie Garde rapprochée avec Tommy Lee Jones et Cedric the Entertainer.
Puis c'est l'arrêt soudain d'Huff. La comédienne profite de la reconnaissance de la profession pour enchaîner les films, avant de vouloir rapidement revenir à la télévision : elle se présente ainsi au casting d'une série policière, Esprits criminels, qui entre dans sa seconde saison. Elle décroche le rôle d'Emily Prentiss, une inspectrice de l'équipe.
En 2008, elle est le premier rôle d'un téléfilm de Scott Williams, Tout pour la vérité par le réseau Lifetime. Mais au terme de la saison 5 d'Esprits Criminels, des réductions budgétaires conduisent à la suppression de son personnage ainsi que celui incarné par l'actrice Andrea Joy Cook. Alors que cette dernière revient pour deux épisodes de la saison 6 dire au revoir à son personnage, Paget Brewster revient pour 17 épisodes. Elle fait ses adieux au terme de Lauren – Part 2.

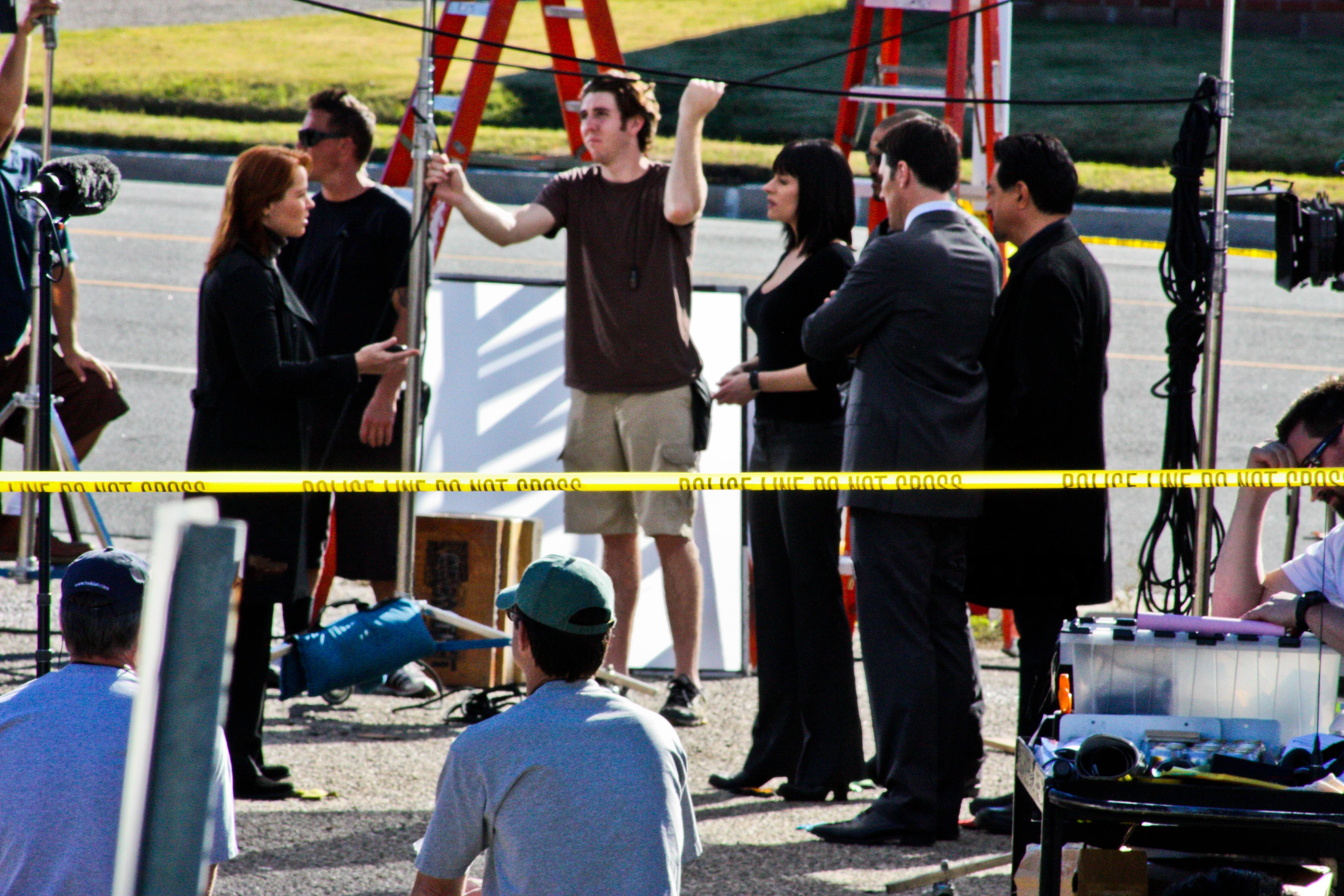
En 2010, sur le tournage de la saison 6 dEsprits criminels.

Cependant, liée par contrat à là chaîne, elle négocie de tourner le pilote d'une nouvelle série pour une autre chaîne. Si celle-ci est retenue, elle ne reviendra pas dans Esprits criminels ; si ce n'est pas le cas, elle se doit de revenir dans la série. Elle tourne le pilote d'une série pour NBC, appelée My Life As an Experiment, mais il n'est pas retenu. Paget Brewster revient donc dans la 7e saison d'Esprits criminels où elle reprend le rôle d'Emily Prentiss avant d'annoncer son départ de la série au terme de cette même saison,.
Elle reviendra sur son départ forcé de la série en octobre 2015 : selon elle, son départ et celui d'A.J. Cook venaient de la direction de CBS qui a ordonné au créateur et showrunner de la série de faire de nouveaux personnages féminins, une décision que Paget explique ainsi « CBS est un network qui traite mal les femmes. C'est pour ça que beaucoup d'actrices finissent par quitter leurs séries. Ou sont virées. Ils sont très durs. »,.
Puis, elle apparaît en tant que guest-star dans un épisode de la série familiale populaire Modern Family, mais garde un pied dans le registre policier en participant à un épisode de New York, unité spéciale. Fin 2013, la coproductrice de la série Esprits criminels, Erica Messer, annonce le retour de Paget Brewster à l'écran le temps d'un épisode, le 200e. Celle qui a incarné Emily Prentiss durant six saisons (de 2006 à 2012) fera donc son retour au sein du département des sciences du comportement au cours de la neuvième saison, diffusée en 2014 aux États-Unis,. Le personnage de Prentiss avait déjà été évoqué dans la série pendant la huitième saison.
L'actrice revient à l'humour. Après une apparition dans un épisode de la saison 5 de Community (en 2014), elle rejoint la distribution principale de la sixième et dernière saison, dans un rôle totalement différent afin de combler l'absence de Yvette Nicole Brown. Les épisodes sont diffusés fin 2015. Parallèlement, elle fait partie de la distribution d'une nouvelle sitcom pour la Fox, Grandfathered. Le programme qui ne dépasse cependant pas sa première saison, se conclut en mai 2016.
Entre-temps, elle est à l'affiche de la sitcom Another Period diffusée sur Comedy Central. La série se déroule à Newport, dans le Rhode Island, au début du XXe siècle, elle suit la vie de la famille Bellacourt en pastichant le style d'émissions de téléréalité telles que Keeping Up with the Kardashians. Esthétiquement, la série parodie la série britannique Downton Abbey et y traite de thèmes similaires comme le rang social ou la hiérarchie des classes.
À la rentrée 2016, elle est annoncée de retour pour quelques épisodes de la douzième saison de Esprits criminels, avant d'être finalement promue régulière pour l'entièreté de la saison, à la suite du licenciement de l'acteur principal Thomas Gibson,,. Le 10 janvier 2019, CBS annonce le renouvellement d'Esprits Criminels pour une quinzième saison, composée de dix épisodes et qui sera la dernière. Elle est attendue pour la saison 2019-2020.
Elle renoue ensuite avec la comédie en acceptant un rôle récurrent dans la saison 7 de Mom, une comédie portée par Anna Faris. Et accepte un petit rôle dans la série Netflix, Hollywood de Ryan Murphy.
Le 7 février 2022, on apprend qu'elle sera dans la saison 16 d'Esprits Criminels diffusée sur Paramount +.

## Vie privée
En 2006, dans le talk-show Late Night with Conan O'Brien, Paget a révélé qu'elle avait récemment reçu une note manuscrite indiquant qu'Hugh Hefner aimerait qu'elle pose pour Playboy. Elle a sérieusement envisagé l'offre et même si elle a dit qu'elle admirait ce magazine et que ses parents lui avaient donné leur bénédiction, elle a finalement refusé pour des raisons professionnelles. Cependant, elle a elle-même photographié des modèles pour le site SuicideGirls.
Côté vie privée, Paget Brewster est en couple avec Steve Damstra. Paget a annoncé sur son Twitter le 16 mars 2013 qu'elle est maintenant fiancée à Steve au travers d'une photographie montrant une bague de fiançailles en jade que Steve Damstra a choisi pour elle. C'est d'ailleurs Matthew Gray Gubler, meilleur ami de Steve et considéré par Paget comme un frère dans la vie et co-star dans la série Esprits criminels, qui les a mariés le 29 novembre 2014 à Los Angeles.

## Filmographie

### Cinéma

#### Courts métrages
- 2001 : Agent 15 de Augusta : Agent 15
- 2003 : Brainwarp de Jon Schnepp : Lipstikk (vidéo)
- 2006 : Kidney Thieves de Toby Wilkins : Melina

#### Longs métrages
- 1998 : Let's Talk About Sex (en) de Troy Byer : Michelle
- 1999 : Desperate But Not Serious de Bill Fishman : Frances
- 2000 : The Specials de Craig Mazin : Ms Indestructible / Emily Tilderbrook
- 2000 : Les Aventures de Rocky et Bullwinkle (The Adventures of Rocky & Bullwinkle) de Des McAnuff : Jenny Spy
- 2001 : Hollywood Palms de Jeffrey Nachmanoff : Phoebe
- 2001 : Skippy de Dionysius Zervos : Julie Fontaine
- 2002 : Now You Know de Jeff Anderson : Lea
- 2004 : Folles Funérailles (Eulogy) de Michael Clancy : Tante Lily
- 2005 : Garde rapprochée (Man of the House) de Stephen Herek : Binky
- 2005 : My Big Fat Independent Movie de Philip Zlotorynski : Julianne
- 2006 : Cyxork 7 de John Huff : Bethany Feral
- 2006 : The Big Bad Swim d'Ishai Setton : Amy Pierson
- 2006 : Enfants non accompagnés de Paul Feig : Valerie Davenport
- 2007 : Sublime de Tony Krantz : Andrea (vidéofilm)
- 2015 : Welcome to Happiness de Oliver Thompson : Priscilla
- 2015 : Thrilling Adventure Hour Live de Neil Mahoney et Aaron Ginsburg : Sadie Doyle
- 2015 : Uncle Nick de Chris Kasick : Sophie
- 2018 : The Witch Files de Kyle Rankin : Strauss (également productrice)

#### Longs métrages d'animation
- 2012 : Batman: The Dark Knight Returns de Jay Oliva : Lana Lang
- 2014 : Gumshoe de Matt Steinauer : Stiletto (voix, court métrage)
- 2015 : La Ligue des justiciers : Dieux et Monstres de Sam Liu : Lois Lane
- 2017 : Axis d'Aisha Tyler : Dr. Lynch
- 2017 : Batman and Harley Quinn de Sam Liu : Pamela Isley / Poison Ivy

### Télévision

#### Séries télévisées
- 1997-1998 : Friends : Kathy (6 épisodes)
- 1998 : Ghost Cop : Anette (pilote non retenu)
- 1999 : The Expert : Dr. Jo Hardy (1 épisode)
- 1999-2000 : Love & Money : Allison Conklin (13 épisodes)
- 2000 : Star Patrol : Rachel Striker (pilote non retenu)
- 2000-2001 : The Trouble with Normal : Claire Garletti (13 épisodes)
- 2001 : DAG : Patti Donovan (1 épisode)
- 2001 : Un père peut en cacher un autre (en) : Gracie (1 épisode)
- 2002 : Une famille du tonnerre : Ginger (1 épisode)
- 2002-2003 : Le Monde merveilleux d'Andy Richter : Jessica Green (19 épisodes)
- 2003 : Time Belt : Colonel Jocelyn Anchor (1 épisode)
- 2004 : Rock Me, Baby : Debbie (1 épisode)
- 2004-2006 : Huff : Beth Huffstodt (26 épisodes)
- 2005 : Mon oncle Charlie : Jamie Eckleberry (1 épisode)
- 2005-2006 : Les Lectures d'une blonde : Charlotte (3 épisodes)
- depuis 2006 : Esprits criminels : Emily Prentiss (saison 2 à 7 puis depuis la saison 12, invitée saisons 9 et 11)
- 2007 : New York, unité spéciale : Sheila Tierney Dumont (Saison 8, épisode 10)
- 2012 : New York, unité spéciale : Paula Foster (Saison 14, épisodes 1 et 2)
- 2013 : Modern Family : Trish (1 épisode)
- 2013 : The Birthday Boys : Keri (1 épisode)
- 2014 et 2019 : Drunk History : Emma Folsom (1 épisode) / Raïssa Sournatchevskaïa (1 épisode)
- 2014 : Key and Peele : Détective Sally Ferguson (1 épisode)
- 2014-2015 : Community : Debra Chambers (saison 5, 1 épisode) / Francesca 'Frankie' Dart (saison 6, 13 épisodes)
- 2015 : Kroll Show : la mère de Bobby (1 épisode)
- 2015 : W/ Bob and David : Charlene Boyeur (1 épisode)
- 2015-2016 : Grandfathered : Sara Kingsley (22 épisodes)
- 2015-2018 : Another Period : Dorothea "Dodo" Bellacourt (22 épisodes)
- 2017 : Esprits criminels : Unité sans frontières : Emily Prentiss (1 épisode)
- 2019 : Mom : Veronica (3 épisodes)
- 2020 : Hollywood : Tallulah Bankhead (mini-série) (2 épisodes)
- 2022 : How I Met Your Father : Lori, la mère de Sophie

#### Téléfilms
- 1998 : Max Q (en) de Michael Shapiro : Rena Winter
- 2000 : Le Grand amour (One True Love) de Lorraine Senna : Tina
- 2001 : Last Dance
- 2003 : The Snobs de Pamela Fryman : ?
- 2004 : Sunday Detective Film Theatre de Jon Schnepp : ?
- 2005 : Amber Frey: Witness for the Prosecution de Peter Werner : Carol Carter
- 2006 : Une merveilleuse journée (A Perfect Day) de Peter Levin : Allyson Harlan
- 2008 : Tout pour la vérité (Lost Behind Bars) de Scott Williams : Lauren Wilde
- 2011 : My Life As an Experiment de Michael Spiller : Stacie Wilder
- 2013 : Spy de Alex Hardcastle : Erica
- 2014 : Saint Francis de James Burrows : Stéphanie Quinlan
- 2015 : Down Dog de Brad Silberling : Amanda Asher

#### Série d'animation
- 1998-2001 : Godzilla: The Series : Audrey Timmonds (11 épisodes)
- 2005 : Duck Dodgers : Rona Vipra (2 épisodes)
- 2005 : Drawn Together : Child Services (1 épisode)
- 2005-2007 : Harvey Birdman, Attorney at Law : Judy Ken Sebben / Birdgirl (9 épisodes)
- 2005-2017 / 2019 : American Dad! : Michelle, Thundercat, Casey... (21 épisodes)
- 2009 : Les Rois du Texas : Myrna (1 épisode)
- 2011-2013 : Dan Vs. : Elise / Madame Zelda / Mr. Mumbles (51 épisodes)
- 2013-2015 : The Venture Bros. : Amber Gold / Vespertina (3 épisodes)
- 2014-2016 : Adventure Time avec Finn et Jake : Viola / Pat (2 épisodes)
- 2015 : Justice League: Gods and Monsters Chronicles : Lois Lane (1 épisode)
- 2015 : Moobeam City : Charisma Miller (1 épisode)
- 2016 : Les Griffin (Family Guy : Gretchen Mercer (1 épisode)
- 2017 : Future-Worm! : Mrs. Claus (1 épisode)
- 2018 : Les Épées méga-magiques : Veronica Victorious (1 épisode)
- 2018-2021 : La Bande à Picsou (DuckTales) : Della Duck (24 épisodes)
- 2018 : Harvey Birdman, Attorney General de Richard Ferguson-Hull : Birdgirl (téléfilm)
- 2019-2020 : BoJack Horseman : Paige Sinclar (4 épisodes)
- depuis 2021 : Birdgirl (en) : Judy Ken Sebben / Birdgirl
- 2023 : Captain Fall : Luca Steel (saison 1 - épisode 6)
- 2023-present : Acceptable Mountain : Janet Yaounde (53 épisodes)
- 2024 : Twilight of the Gods : Jarnglumra (saison 1, épisode 1)

## Jeu vidéo
- 2008 : Harvey Birdman, Attorney at Law : Birdgirl
- 2018: God of War (2018): Freya
- 2022: God of War Ragnarök: Freya

## Voix francophones
En version française, Paget Brewster est dans un premier temps doublée à deux reprises par Marianne Leroux dans Love & Money et Le grand amour, ou encore à titre exceptionnel par Élisabeth Fargeot dans Friends et Annick Alane dans Les Aventures de Rocky et Bullwinkle. Magali Barney est sa première voix régulière, la doublant notamment dans Huff, Enfants non accompagnés ou encore Une merveilleuse journée.
Depuis 2006, Paget Brewster est notamment doublée par Marie Zidi depuis la série Esprits criminels. Elle la retrouve par la suite dans Tout pour la vérité, Modern Family, Grandfathered ou encore Mom. En parallèle, elle est également doublée par Julie Dacquin dans Community et Vanessa Van-Geneugden dans Hollywood.